# Jozef Adamec
Jozef Adamec (ur. 26 lutego 1942 we Vrbové, zm. 24 grudnia 2018 w Trnawie) – słowacki piłkarz występujący na pozycji napastnika, reprezentant Czechosłowacji w latach 1960–1974, srebrny medalista mistrzostw świata, trener piłkarski.

## Kariera klubowa
Piłkarzem Spartaka był w latach 1959–1961, 1963–1964 oraz 1966–1976. Grał także w Dukli Praga (1961-63) i Slovanie Bratysława (1964–65). Siedem razy zdobywał tytuł mistrza Czechosłowacji – pięciokrotnie ze Spartakiem, dwa razy z Duklą. W pierwszej lidze czechosłowackiej zdobył 170 bramek w 383 spotkaniach. Karierę kończył w zespole z niższej ligi austriackiej.

## Kariera reprezentacyjna
W reprezentacji Czechosłowacji zagrał 44 razy i strzelił 14 goli. Debiutował 30 października 1960 w meczu przeciwko reprezentacji Holandii, ostatni raz zagrał w 1974. Podczas MŚ 1962 w Chile zagrał w trzech meczach, osiem lat później w Meksyku ponownie wystąpił trzykrotnie. W 1968 w spotkaniu przeciwko reprezentacji Brazylii zdobył 3 gole, a reprezentacja Czechosłowacji wygrała 3:2.

## Kariera trenerska
Pracował jako trener, m.in. w Spartaku i Slovanie. W latach 1999–2001 był selekcjonerem reprezentacji Słowacji.